# Odell (Oregon)
|  | Dieser Artikel wurde aufgrund von inhaltlichen Mängeln auf der Qualitätssicherungsseite des Projektes USA eingetragen. Hilf mit, die Qualität dieses Artikels auf ein akzeptables Niveau zu bringen, und beteilige dich an der Diskussion! Eine nähere Beschreibung der zu behebenden Mängel fehlt. |

Odell ist ein Dorf in der Gemeinde Hood River County (Oregon). Das U.S. Census Bureau hat bei der Volkszählung 2020 eine Einwohnerzahl von 2.328 auf einer Fläche von 5,2 km² ermittelt. 

## Demografie
Es gibt 573 Haushalte und 468 Familien.

## Name
Der Ort wurde nach dem Siedler William Odell benannt, der 1861 hier siedelte.